# Mertens (Familienname)
Mertens ist ein deutsch-flämischer Familienname.

## Namensträger

### A
- Adolf Mertens (1885–nach 1945), deutscher Gartenarchitekt
- Andrea Mertens (Filmeditorin) (* 1973), deutsche Filmeditorin
- Andrea Mertens (Handballspielerin) (* 1995), belgische Handballspielerin
- Angelika Mertens (1952–2019), deutsche Politikerin (SPD)
- Anna-Maija Mertens (* 1977), Politikwissenschaftlerin, Antikorruptionsaktivistin
- Ansgar Mertens (* 1977), deutscher Polizist und Politiker
- Anton Mertens (Politiker) (1782–1850), deutscher Politiker, Mitglied des Landstandes des Fürstentums Waldeck
- Anton Mertens (Manager) (1896–1965), deutscher Industriemanager
- Anton Mertens (Kameramann), Kameramann
- August Mertens (1864–1931), deutscher Lehrer, Naturschützer und Museumsleiter

### B
- Ben Mertens (* 2004), belgischer Snookerspieler
- Bernd Mertens (* 1967), deutscher Rechtshistoriker und Jurist
- Bernhard Mertens (* 1946), deutscher Maler
- Burk Mertens (1950–2004), deutscher Radiomoderator

### C
- Carl Mertens (1902–1932), deutscher Offizier, Journalist und radikaler Pazifist
- Christian Mertens (Regisseur) (* 1977), deutscher Filmregisseur
- Christian Mertens (Politiker) (* 1991), deutscher Politiker (AfD)
- Christoph Carl Mertens (1756–1830), lutherischer Pfarrer und Superintendent

### D
- Dieter Mertens (Volkswirt) (1931–1989), deutscher Wirtschaftswissenschaftler
- Dieter Mertens (Historiker) (1940–2014), deutscher Historiker
- Dieter Mertens (Bauforscher) (* 1941), deutscher Bauforscher
- Dries Mertens (* 1987), belgischer Fußballspieler

### E
- Eberhard Mertens (Numismatiker) (1895–1968), deutscher Pastor und Numismatiker
- Eberhard Mertens (Verleger) (1933–2015), deutscher Historiker und Verleger, Verlagsleiter der Georg-Olms-Verlagsbuchhandlung und der Weidmannschen Verlagsbuchhandlung
- Eckhard Müller-Mertens (1923–2015), deutscher Historiker
- Eckhard Stratmann-Mertens (* 1948), deutscher Lehrer und Politiker (Bündnis 90/Die Grünen), MdB
- Eduard Mertens (1860–1919), Erfinder des Rotationstiefdrucks
- Elise Mertens (* 1995), belgische Tennisspielerin
- Elke Mertens (* 1954), deutsche Fußballspielerin
- Erich Mertens (1881–1964), deutscher Kommunalpolitiker
- Ernst Mertens (1922–2016), deutscher Rektor und Vorsitzender des Städtischen Musikvereins Bottrop
- Eva Rechel-Mertens (1895–1981), deutsche Übersetzerin
- Evariste Mertens (1846–1907), Schweizer Gartenarchitekt
- Ewald Mertens (1909–1965), deutscher Leichtathlet und Leichtathletiktrainer

### F
- Ferdinand von Mertens (1808–1896), preußischer Generalleutnant
- Frank Mertens (* 1961), deutscher Musiker
- Franz Mertens (Architekturhistoriker) (1808–1897), deutscher Architekt und Architekturhistoriker
- Franz Mertens (Mathematiker) (1840–1927), österreichischer Mathematiker
- Franz-Josef Mertens (1934–2017), deutscher Politiker (SPD)
- Franz Karl Mertens (1764–1831), deutscher Botaniker
- Friedrich Mertens (1858–nach 1900), deutscher Klassischer Philologe
- Fritz Mertens (Maler) (1897–1961), deutscher Maler und Kunsterzieher
- Fritz Mertens (Mörder) (1963–2008), Schweizer Mörder und Autor

### G
- Gerda Zuleger-Mertens (* 1951), niederländische Bildende Künstlerin
- Gerhard Mertens (* 1942), deutscher Erziehungswissenschaftler und Hochschullehrer für Pädagogische Anthropologie und Ethik
- Grégory Mertens (1991–2015), belgischer Fußballspieler
- Gustav Mertens (1899–1977), deutscher Verwaltungsjurist

### H
- Hanne Mertens (1909–1945), deutsche Schauspielerin und NS-Opfer
- Hans Mertens (Maler) (Johannes Mertens; 1906–1944), deutscher Grafiker und Maler
- Hans-Günter Mertens (* 1950), deutscher Politiker (SPD)
- Hans-Joachim Mertens (Politiker) (1905–1945), deutscher Jurist und Politiker (NSDAP), Oberbürgermeister von Braunschweig
- Hans-Joachim Mertens (Rechtswissenschaftler) (1934–2022), deutscher Jurist und Hochschullehrer
- Hans Norbert Mertens (* 1959), deutscher Architekt
- Hans Willy Mertens (1866–1921), deutscher Lehrer, Schriftsteller und Lyriker
- Hardy Mertens (* 1960), niederländischer Komponist
- Hedi Mertens (1893–1982), Schweizer Malerin
- Heinrich von Mertens (1811–1872), Bürgermeister von Salzburg
- Heinrich Mertens (1906–1968), deutscher Publizist und Bürgermeister
- Hermann von Mertens (1832–1900), deutscher Generalmajor
- Holger Mertens (* 1965), deutscher Denkmalpfleger, Landeskonservator von Westfalen-Lippe
- Horst Mertens (* 1941), Landtagsabgeordneter (DVU)

### J
- Jacob Mertens († 1609), flämischer Maler in Krakau
- Jan Mertens (Radsportler) (1904–1964), belgischer Radsportler
- Jan Mertens (Gewerkschafter) (1916–2000), niederländischer Gewerkschaftsfunktionär und Politiker
- Jan Mertens (Biologe) (* 1972), belgischer Biologe und Ökologe
- Jan Mertens (Eishockeyspieler) (* 1984), belgischer Eishockeyspieler
- Jan Mertens (Fußballspieler) (* 1995), belgischer Fußballspieler
- Jan Mertens (Hockeyspieler) (* 1996), deutscher Hockeyspieler
- Jan Mertens van Dornicke (um 1470–um 1524), flämischer Maler
- Johannes Mertens (1906–1944), deutscher Maler und Vertreter der Neuen Sachlichkeit, siehe Hans Mertens (Maler)
- Johannes Mertens (Politiker) (1935–1999), deutscher Lehrer, Schulleiter und Kommunalpolitiker, Mitglied der Hamburger Bürgerschaft
- Josef Mertens (1865–1934), deutscher Diplomat
- Joseph Mertens (Musiker) (1834–1901), belgischer Komponist und Dirigent
- Joseph Mertens (Archäologe) (1921–2007), belgischer Archäologe
- Joseph Ludwig Mertens (1781–1842), deutscher Bankier
- Jürgen Christian Mertens (* 1953), deutscher Diplomat und Botschafter
- Julius von Mertens (1859–1943), deutscher Generalleutnant

### K
- Karl von Mertens (General, 1803) (1803–1874), österreichischer Feldzeugmeister
- Karl von Mertens (General, 1842) (1842–1910), österreichischer General der Kavallerie
- Karl Mertens (Bildhauer) (1903–1988), deutscher Bildhauer
- Karl Mertens (Philosoph) (* 1958), deutscher Philosoph
- Karl Heinrich Mertens (1796–1830), deutscher Botaniker, Sohn von Franz Karl Mertens und Entdecker der Berg-Hemlocktanne (Tsuga mertensiana)
- Klaus Mertens (Schauspieler) (1929–2003), deutscher Schauspieler
- Klaus Mertens (Bauhistoriker) (1931–2014), deutscher Architekturhistoriker und Bauforscher
- Klaus Mertens (Sänger) (* 1949), deutscher Sänger (Bass und Bassbariton)

### L
- Lia-Tabea Mertens (* 1994), deutsche Volleyballspielerin
- Linda Mertens (* 1978), belgische Sängerin
- Lothar Mertens (1959–2006), deutscher Historiker und Sozialwissenschaftler
- Ludwig Mertens (Baumeister) (1821–1896), deutscher Baumeister
- Ludwig von Mertens (Autor) (1826–1909), österreichischer Schriftsteller
- Ludwig von Mertens (General) (1864–1945), deutscher Generalmajor
- Lukas Mertens (* 1996), deutscher Handballspieler

### M
- Maik Mertens (* 1977), deutscher Basketballspieler
- Marie Mertens (1859/60–1935), österreichische Fotografin
- Mathias Mertens (* 1971), deutscher Medienwissenschaftler
- Matthias Mertens (1906–1970), deutscher römisch-katholischer Priester und Inhaftierter im KZ Dachau
- Max von Mertens (1877–1963), deutscher Generalmajor
- Meinolf Mertens (1923–2009), deutscher Landes- und Europapolitiker (Nordrhein-Westfalen) (CDU)
- Michael Mertens (Komponist) (* 1953), deutscher Komponist
- Michael Mertens (Leichtathlet) (* 1965), deutscher Kugelstoßer

### O
- Oskar Mertens (General) (1876–1948), deutscher Generalmajor
- Oskar Mertens (1887–1976), Schweizer Gartenarchitekt, siehe Gebrüder Mertens
- Otto Mertens (1912–2000), deutscher Fotograf

### P
- Paul Mertens (Jurist) (1870–1931), deutscher Jurist und Landgerichtspräsident
- Paul Mertens (1886–1946), deutscher Oberregierungs- und Landrat
- Paul Mertens (Papyrologe) (1925–2011), belgischer Papyrologe
- Peter von Mertens (1773–1828), k. k. Hofrat, Hofkammer-Vizepräsident
- Peter Mertens (Wirtschaftsinformatiker) (* 1937), deutscher Wirtschaftsinformatiker und Hochschullehrer
- Peter Mertens (Politiker) (* 1969), belgischer Publizist und Politiker (PVDA)
- Pieter Mertens (* 1980), belgischer Radrennfahrer

### R
- Rainer Mertens (* 1961), Historiker sowie verantwortlicher Leiter der Sammlungen und Ausstellungen der Deutschen Bahn
- René Mertens (1922–2014), belgischer Radrennfahrer
- Reni Mertens (1918–2000), Schweizer Dokumentarfilmerin
- Robert Mertens (1894–1975), deutscher Zoologe und Herpetologe
- Rolf Mertens (1948–2016), deutscher Mediziner
- Roland Mertens (* 1952), deutscher Bildender Künstler
- Rudolf Mertens (* 1959), deutscher Wirtschaftsmanager

### S
- Sabrina Mertens (* 1985), Regisseurin, Drehbuchautorin und Medienkünstlerin
- Sibylle Mertens-Schaaffhausen (1797–1857), deutsche Klassische Archäologin
- Stéphane Mertens (* 1959), belgischer Motorradrennfahrer
- Susanne Mertens, deutsche Politikerin (Bündnis 90/Die Grünen)

### T
- Theo Mertens (* 1941), belgischer Radrennfahrer
- Theodor Mertens (1813–1887), deutscher Theologe, Pädagoge und Pastor, Schuldirektor und Schriftsteller
- Theresa Mertens (* 1987), deutsche Synchronsprecherin
- Thomas Mertens (* 1950), deutscher Arzt, Virologe und Hochschullehrer
- Tim Mertens (Filmeditor), US-amerikanischer Filmeditor
- Tim Mertens (Radsportler) (* 1986), belgischer Radsportler

### V
- Verena Mertens (* 1981), deutsche Politikerin (CDU), MdEP
- Volker Mertens (* 1937), deutscher Germanist

### W
- Walter Mertens (1885–1943), Schweizer Gartenarchitekt, siehe Gebrüder Mertens
- Walter Mertens (Musiker) (* 1965), belgischer Musiker und Komponist
- Werner Mertens (* 1934), deutscher Fotograf und Dokumentarfilmer
- Wilhelm von Mertens (1811–1887), österreichischer Feldmarschallleutnant
- Wilhelm Mertens (Unternehmer, 1818) (1818–1866), deutscher Unternehmer
- Wilhelm Mertens (General) (1844–1902), deutscher Generalmajor
- Wilhelm Mertens (Unternehmer, 1846) (1846–1922), deutscher Unternehmer
- Wilhelm Mertens (Unternehmer, 1862) (1862–1936), deutscher Unternehmer
- Wilhelm Mertens (Unternehmer, 1880) (1880–1950), deutscher Unternehmer
- Willem Karel Mertens (1893–1945), niederländischer Arzt und Hygieniker
- Wim Mertens (* 1953), belgischer Komponist und Pianist
- Winfried Mertens (* 1948), deutscher Brigadegeneral des Heeres der Bundeswehr
- Wolfgang Mertens (* 1946), deutscher Psychologe und Psychoanalytiker

### Y
- Yannick Mertens (* 1987), belgischer Tennisspieler

### Z
- Zenia Mertens (* 2001), belgische Fußballspielerin